# 范米特鎮區 (北達科他州迪基縣)
范米特鎮區（英語：Van Meter Township）是位於美國北達科他州迪基縣的一個鎮區。

## 地方資料
范米特鎮區的面積為93.45平方千米，皆為陸地。根據2020年美國人口普查的數據，當地共有人口76人，而人口密度為每平方千米0.81人。